# Zeischa

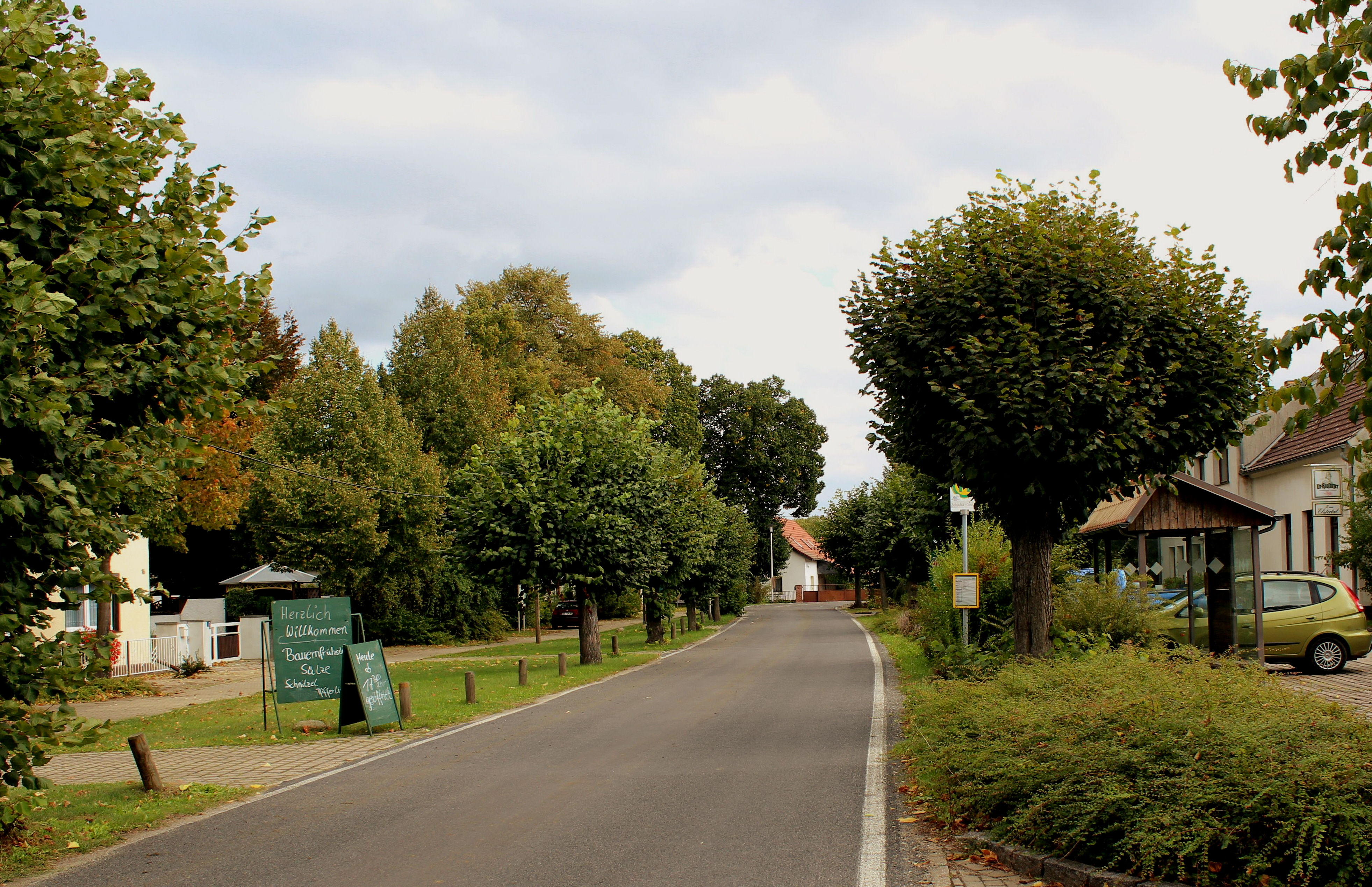
Der historische Ortskern von Zeischa

Zeischa ist ein Ortsteil des Kurortes Bad Liebenwerda im südbrandenburgischen Landkreis Elbe-Elster. Das etwa drei Kilometer vom Stadtzentrum entfernte und im Naturpark Niederlausitzer Heidelandschaft gelegene Dorf liegt an der Schwarzen Elster.
Nahe dem im Jahre 1391 erstmals urkundlich erwähnten Ort soll sich der Überlieferung nach mit der Harigsburg einst eine Schutzanlage der slawischen Ritterschaft befunden haben, die hier den Übergang über die Schwarze Elster sicherte. Die Erwerbsgrundlagen der Einwohner waren seit alters Ackerbau und Viehzucht sowie die Fischerei. Gegen Ende des 19. Jahrhunderts entstanden die ersten Forstbaumschulen, deren Anbauflächen die Flur des Ortes in der Elsterniederung bis in die Gegenwart prägen. Etwa zur selben Zeit wurde nördlich der Ortslage mit dem Kiesabbau begonnen, wodurch ein etwa 80 Hektar umfassender Baggerteich entstand, der seit den 1960er Jahren zum Teil als Erholungsgebiet genutzt wird.
Das vor der Eingemeindung im Jahr 1993 zum Landkreis Bad Liebenwerda gehörende Zeischa hat gegenwärtig 472 Einwohner.
In der Denkmalliste des Landes Brandenburg eingetragene Baudenkmäler des Dorfes sind die im Jahre 1904 errichtete einstige Dorfschule sowie das Grab des im Dreißigjährigen Krieg von schwedischen Söldnern bei Zeischa zu Tode geschleiften Liebenwerdaer Bürgermeisters Elias Borßdorff.

## Geografie

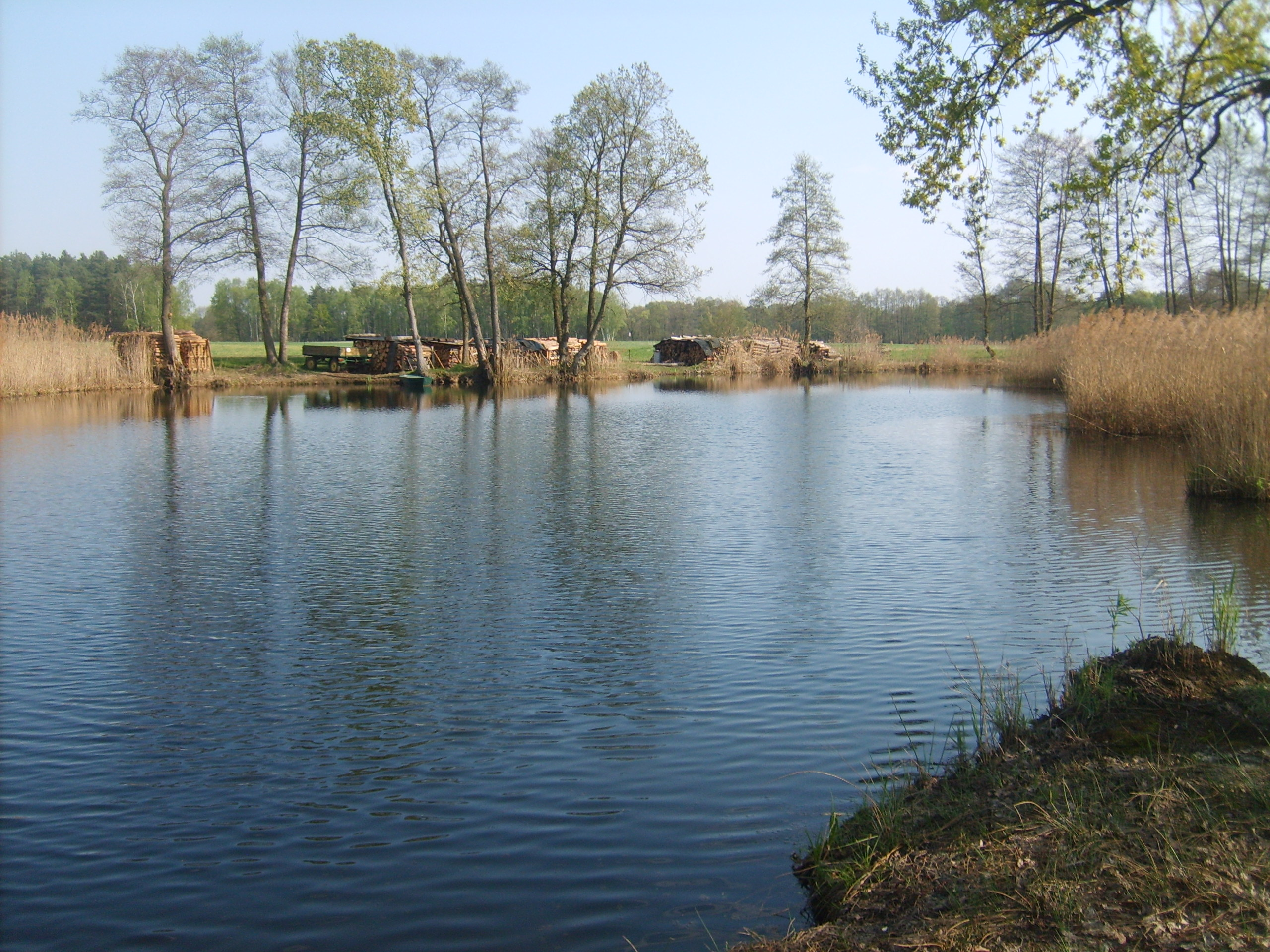
Das Landschaftsschutzgebiet Elsteraue mit einem einstigen Fließ der Schwarzen Elster

### Geografie und Naturraum
Das im Elbe-Elster-Gebiet gelegene Zeischa ist ein Ortsteil der südbrandenburgischen Kurstadt Bad Liebenwerda. Der Ort schließt sich unmittelbar östlich der Stadt an und erstreckt sich von dort bis zur Landesstraße 593. Er liegt rechts der Schwarzen Elster an der Mündung der Kleinen Röder im Breslau-Magdeburger Urstromtal, das etwa zehn Kilometer östlich in der Niederung des Schradens mit sieben Kilometer Breite seine engste Stelle erreicht und dann nach Nordwesten schwenkt. Nordöstlich des Ortes erhebt sich die Hohenleipisch-Plessaer Endmoräne. Die landschaftsprägenden Oberflächenformen dieses Gebietes entstanden vor allem vor 230.000 bis 130.000 Jahren in der Saalekaltzeit. Im südlich vorgelagerten Sander der Hohenleipisch-Plessaer Endmoräne sind saalekaltzeitliche Sande, kiesige Sande und Kiese zu finden, die sich durch Reinheit und hohe Homogenität auszeichnen. Seit Ende des 19. Jahrhunderts werden sie in Zeischa industriell abgebaut. Die entstandene Kiesgrube, die sich nördlich der Zeischaer Ortslage befindet, hat inzwischen eine Größe von etwa 80 Hektar erreicht.
Teile des Dorfes sind Bestandteil des 6011 Hektar großen Landschaftsschutzgebietes Elsteraue, das in drei ökologische Raumeinheiten aufgeteilt ist. Das Teilgebiet Elsteraue II befindet sich im Bereich von Zeischa. Eine der Aufgaben des Landschaftsschutzgebietes ist „die Erhaltung des Gebietes wegen seiner besonderen Bedeutung für die naturnahe Erholung im Bereich des Kurortes Bad Liebenwerda“. Außerdem ist Zeischa vom Naturpark Niederlausitzer Heidelandschaft umgeben, der ein 484 Quadratkilometer großes Gebiet im Landkreis Elbe-Elster und im Landkreis Oberspreewald-Lausitz umfasst. Sein Kernstück, das Naturschutzgebiet Forsthaus Prösa mit einem der größten zusammenhängenden Traubeneichenwälder Mitteleuropas, befindet sich nordöstlich der Bundesstraße 101 in der einstigen Liebenwerdaer Heide.

### Klima

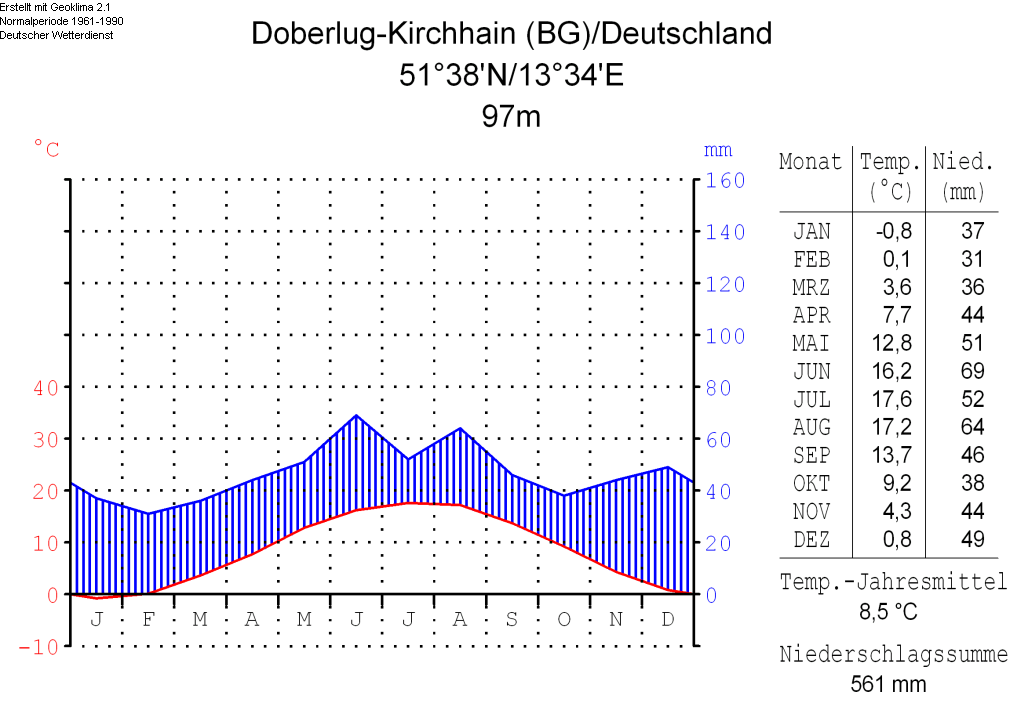
Klimadiagramm von Doberlug-Kirchhain etwa 20 km nordöstlich von Zeischa

Zeischa liegt im sogenannten Schwarze-Elster-Bezirk des Binnenlandklimas, jedoch ist ein Übergang zum Kontinentalklima spürbar. Die regionalen Klimaelemente sind gering ausgeprägt und werden im Wesentlichen durch die Besonderheiten des nach Ost-West orientierten Reliefs des Breslau-Magdeburger Urstromtals und die es im Norden und Süden begrenzenden Höhenzüge der Endmoränen bestimmt.
Der Monat mit den geringsten Niederschlägen ist der Februar, der niederschlagsreichste der Juli. Die mittlere jährliche Lufttemperatur beträgt an der 20 Kilometer nördlich gelegenen Wetterstation Doberlug-Kirchhain 8,5 °C. Dabei beträgt die Jahresschwankung zwischen dem kältesten Monat Januar und dem wärmsten Monat Juli 18,4 °C.
|                   | Jan | Feb | Mär | Apr | Mai | Jun | Jul | Aug | Sep | Okt | Nov | Dez |   |     |
|                   |     |     |     |     |     |     |     |     |     |     |     |     |   |     |
| Niederschlag (mm) | 37  | 33  | 34  | 45  | 54  | 70  | 72  | 66  | 48  | 49  | 41  | 48  | Σ | 597 |

|  |

|  |

|  |

|  |

|  |

|  |

|  |

|  |

|  |

|  |

|  |

|  |

|  |

|  |

|  |

|  |

|  |

|  |

|  |

|  |

|  |

|  |

|  |

|  |

## Geschichte

### Ursprung und Gründung des Ortes

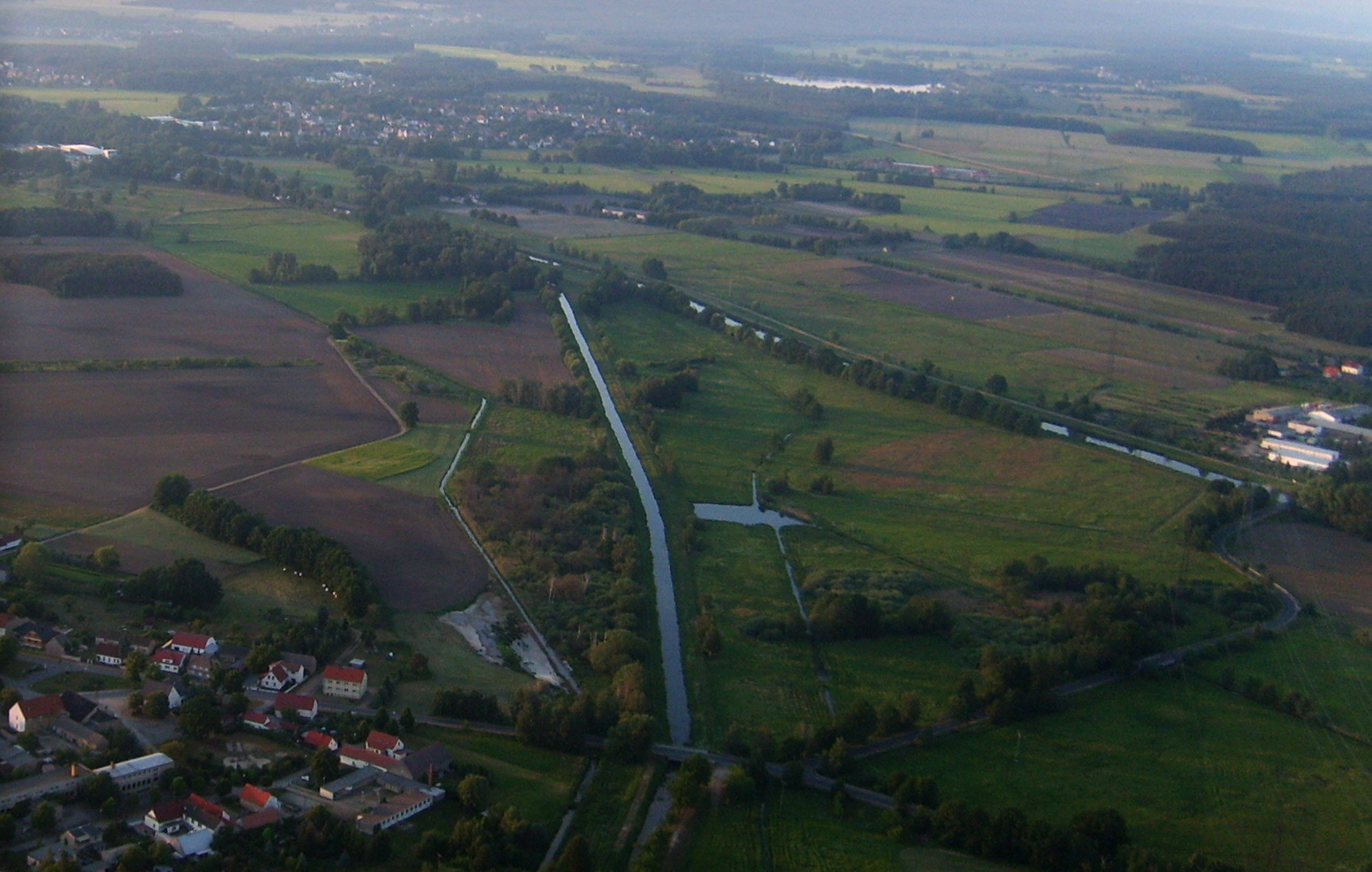
Der einstige Standort der Harigsburg; das Mündungsgebiet der Kleinen Röder zwischen Zeischa und Zobersdorf

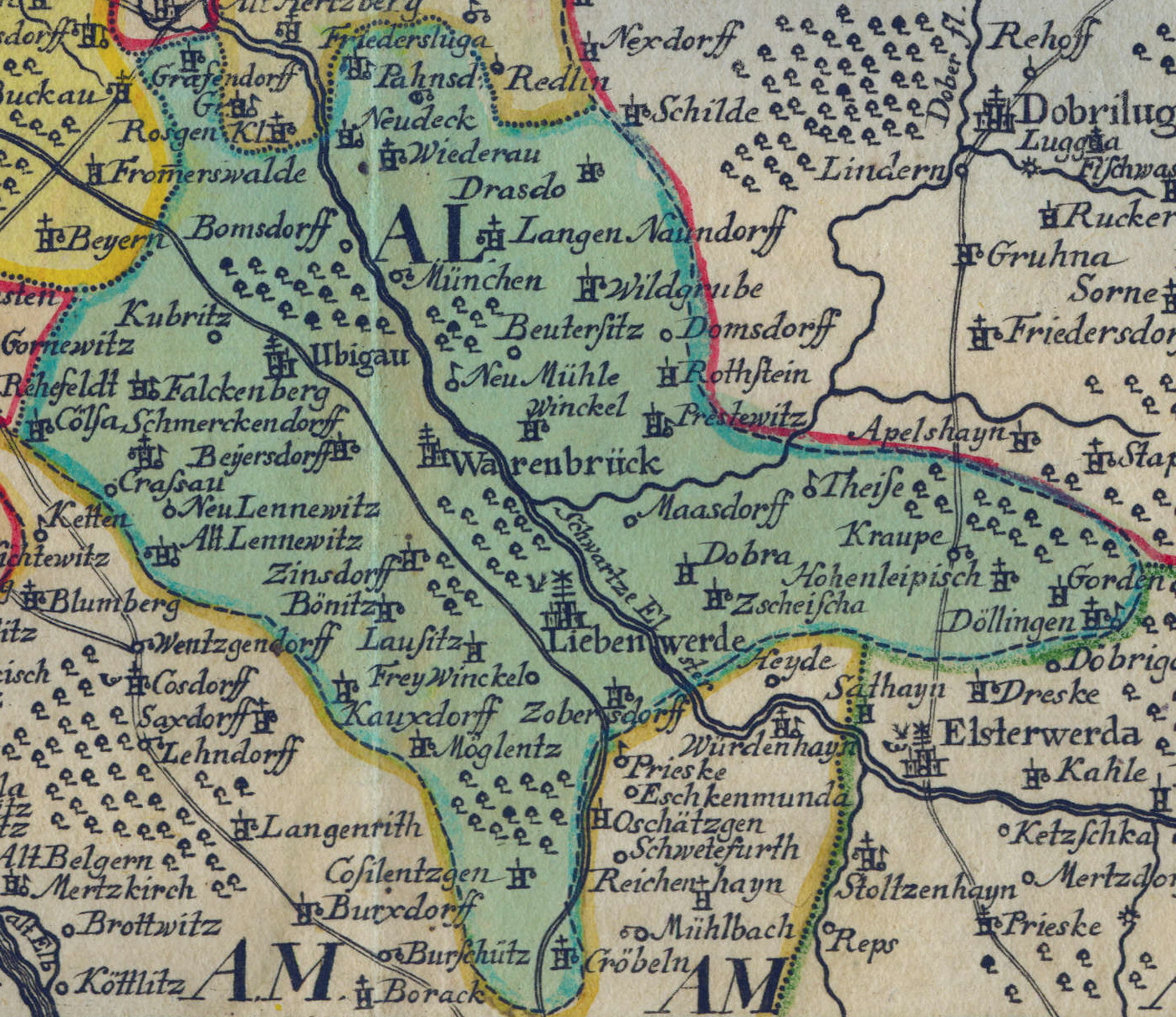
Kursächsisches Amt Liebenwerda

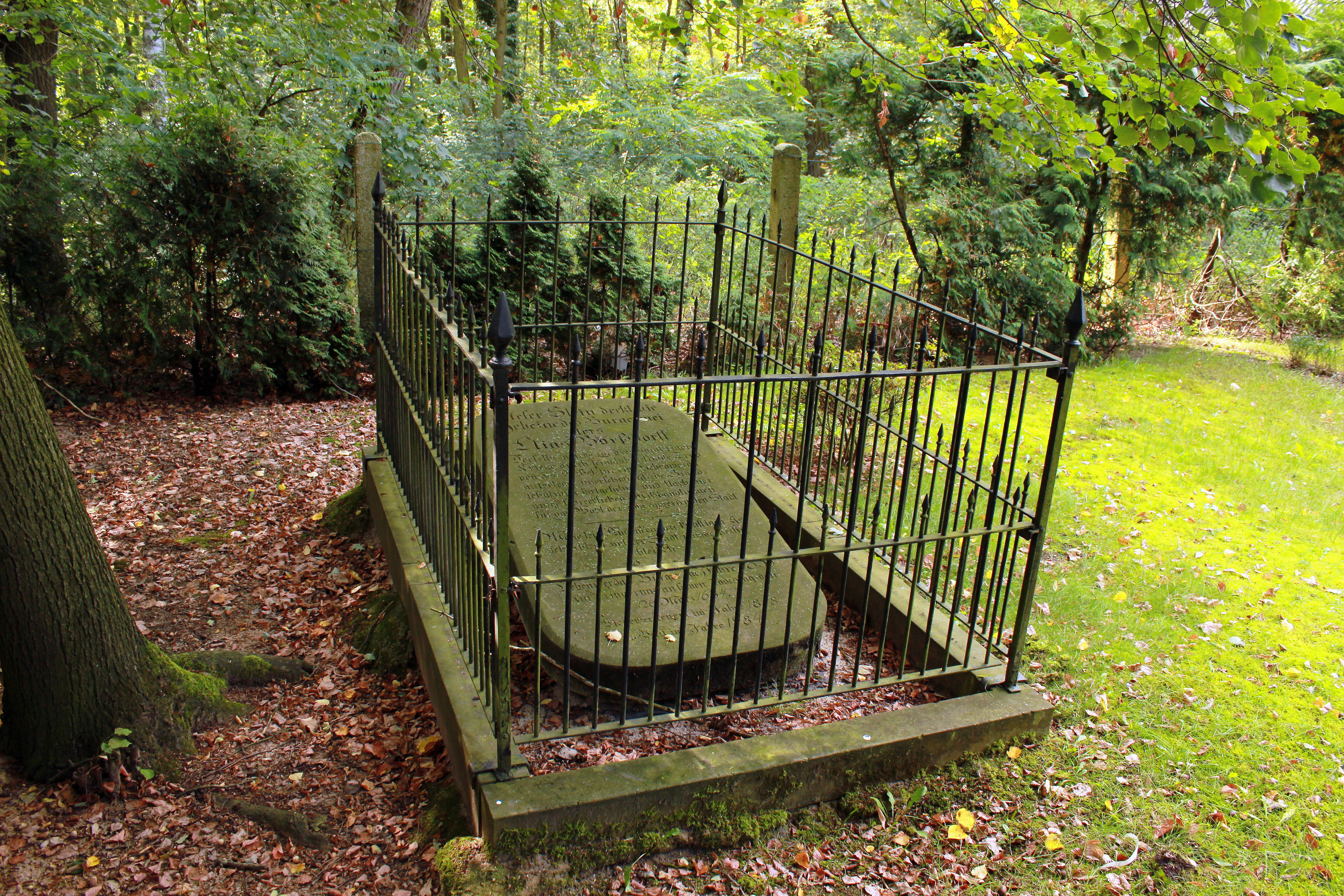
Grabstein zu Ehren des Liebenwerdaer Bürgermeisters Elias Borßdorff

Zeischa auf einer geschichtlichen Karte des Kreises Liebenwerda (1910).

Die Gründung Zeischas, dessen Rundweilergestalt des alten Ortskernes mit dem Freiplatz heute noch erkennbar ist, erfolgte vermutlich im Zuge des mittelalterlichen deutschen Landesausbaus. Der Ort wurde zunächst durch slawische Sorben besiedelt. Die Bewohner des Ortes betrieben von alters her Ackerbau, Viehzucht und Fischerei.
Nahe der heutigen Elsterbrücke befand sich einst die sogenannte Harigsburg, welche den Flussübergang sicherte. Der Überlieferung nach war sie um das Jahr 1000 eine Schutzanlage der slawischen Ritterschaft unter dem Ritter Aribo. In der 1837 erschienenen Chronik der Stadt Liebenwerda beschrieb der Autor Carl von Lichtenberg eine Fehde aus den Jahren zwischen 1058 und 1072. Im Verlauf des wegen der Abtwahl im Kloster Dobrilugk zwischen den Brehnaer Grafen und den nicht näher bezeichneten Heyderittern ausgebrochenen Konfliktes sollen das Dorf Grabo (eine zwischen Wahrenbrück und Uebigau gelegene Wüstung), die Warte Lausitz und die Harigsburg zerstört worden sein. Die unterlegenen Heyderitter wurden letztlich bestraft und ihrer Besitzungen beraubt. Außerdem wurde der gefangen genommene Ritter Aribo zum Hungertod verurteilt.
Da unter anderem die Zisterzienserabtei Dobrilugk erst zwischen 1165 und 1184 gegründet wurde und auch andere Jahreszahlen des Werkes später widerlegt werden konnten, werden Lichtenbergs ohne eindeutige Quellen erwähnte Angaben aus heutiger Sicht als unsicher angesehen.
Urkundlich wurde die Veste Harig erstmals im Jahre 1235 erwähnt. Markgraf Heinrich von Meißen belehnte in jenem Jahr den Zeidelmeister Ulrich von Rummelshain mit dem „Land an der Premnitz“, einem Gebiet, welches unter anderem die Dörfer Thalberg und Knissen sowie die Veste Harig an der Schwarzen Elster einschloss. Ein eindeutig greifbarer Beleg für die Existenz der Veste fehlt allerdings bis heute. Der Liebenwerdaer Heimatforscher M. Karl Fitzkow vermutete im 1955 erschienenen Liebenwerdaer Heimatkalender, dass die Harigsburg in der Folgezeit wieder aufgebaut wurde. Wann sie tatsächlich verschwunden ist, ist allerdings nicht bekannt, da sie später an keiner Stelle mehr erwähnt wurde. Erst im Juni 2011 konnten zwei einheimische Heimatforscher mittels historischer Messtischblätter und Luftbilder den genauen Standort ausmachen, wo sie 700 Jahre alte Scherben hartgebrannter Grauware fanden und die Burg somit archäologisch nachwiesen.

### Erste urkundliche Erwähnung und Entwicklung des Ortsnamens
Urkundlich zum ersten Mal erwähnt wurde der Ort im Jahr 1391 im Zusammenhang mit der Zahlung von Abgaben an die Liebenwerdaer Stadtkirche und Burgkapelle. In der Urkunde wird das Dorf mit dem Namen Czscheisaw erwähnt. In der Folgezeit erschien der Ort unter verschiedenen Ortsnamen. So wurde Zeischa um 1422 auch als Cziso erwähnt, das dem heutigen polnischen Wort Cisza ähnelt und auf Deutsch etwa Ruhe oder auch Stille bedeutet.
Weitere Schreibweisen des Ortsnamens waren: 1457 Cziszaw, Czysow, 1460 Zcysow, 1489 Cscheyscha, 1490 Tscheischa, 1500 Zcscheissow, 1504 Zschopsau, 1529 Czischa, 1550 Zeischa, Zceyschaw, 1555 Zscheischaw, Tschissa, 1608 Zeise, Zscheischa, Zeischa sowie 1752 Zscheischa
Das Dorf war Bestandteil des kursächsischen Amtes Liebenwerda. Zur Rechtsprechung mussten die Einwohner zum Dingstuhl im nördlich gelegenen Nachbardorf Dobra, welchem neben Zeischa auch Dobra selbst, Liebenwerda (außer dem Burgbezirk), Maasdorf und Zobersdorf angehörten.

### Vom Dreißigjährigen Krieg bis zu den Befreiungskriegen
Wie viele umliegende Gemeinden hatte auch Zeischa unter dem Dreißigjährigen Krieg zu leiden. Allerdings zerstörte bereits 1612 ein Brand große Teile des Dorfes, als fünf Gehöfte abbrannten. Ein Ereignis des bald folgenden Krieges, der für die gesamte Region viel Elend und Plünderungen von durchziehenden Truppen brachte, traf den Ort am 26. Mai 1634 und blieb bis in die Gegenwart in Erinnerung: Der Liebenwerdaer Bürgermeister Elias Borßdorff wurde an diesem Tag in der Nähe des Ortes von schwedischen Truppen an Pferden zu Tode geschleift, nachdem er die Herausgabe der Stadtkasse und 25.000 Taler Kontribution sowie sonstige Forderungen abgelehnt hatte. Knapp drei Jahre später (1637) lagerten Truppen des schwedischen Generals Johan Banér von Januar bis in den Frühsommer im etwa dreißig Kilometer westlich gelegenen Torgau. Dabei durchstreiften sie das angrenzende Elbe-Elster-Gebiet, plünderten seine Orte und setzten sie in Brand. Auch Zeischa wurde in dieser Zeit nicht verschont. Noch im Jahre 1659 gab es hier infolge des Krieges nur noch fünf von einstmals vierzehn Familien.
Während der Befreiungskriege wurde im Frühjahr 1813 das Gebiet zwischen dem Liebenwerdaer Haidchensberg und Zeischa von preußischen Truppen bedrängt. Bis in das etwa einen Kilometer südlich gelegene Zobersdorf vollzog sich der Truppenaufmarsch, um die Soldaten Napoleons in die Zange zu nehmen. Auch im Herbst erlebte man im Vorfeld der Leipziger Völkerschlacht gewaltige Truppenbewegungen französischer und preußischer Kriegsverbände. So nahmen Ende September 1813 die Korps der preußischen Generäle Dobschütz und Tauentzien mit 30.000 Mann in Liebenwerda für zehn Tage Quartier.

### Vom Wiener Kongress bis zur Bodenreform

Zeischaer Dorfanger um 1909

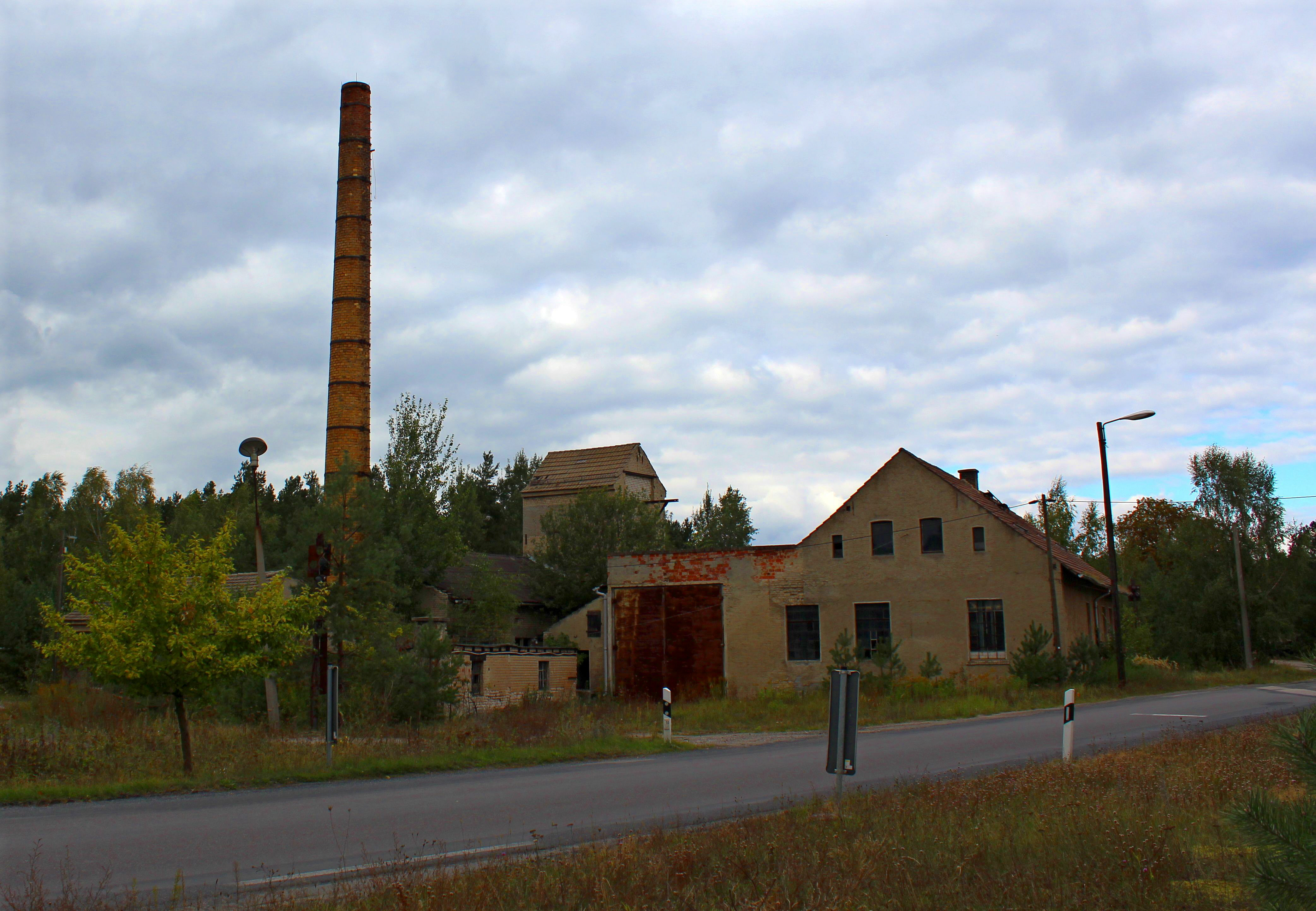
Einstiges Betriebsgelände der Firma Weiland an der Landesstraße 593

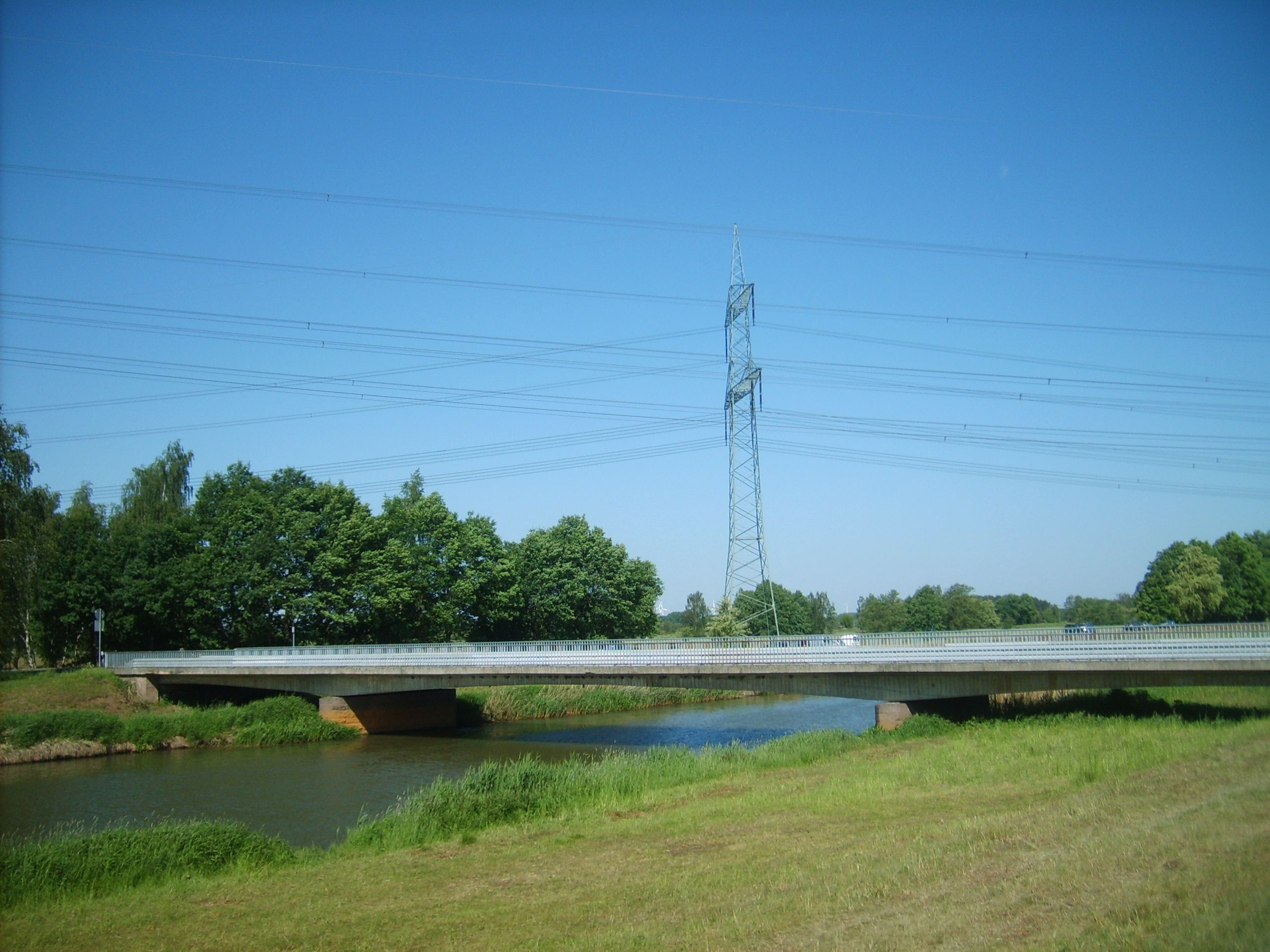
Die 1966/67 errichtete Elsterbrücke

Nach den Bestimmungen des Wiener Kongresses 1815 musste das Königreich Sachsen, zu dem Zeischa gehörte, große Teile seines Staatsgebietes abtreten, wodurch der Ort nun zum Regierungsbezirk Merseburg der preußischen Provinz Sachsen gehörte. Bei der anschließenden Verwaltungsneuordnung entstand 1816 der Kreis Liebenwerda, in dem ein großer Teil des Amtes Mühlberg, das Amt Liebenwerda sowie Teile des Amtes Großenhain aufgingen.
Wie nahezu alle an der Schwarzen Elster gelegenen Orte wurde auch Zeischa von ständig wiederkehrenden Hochwassern des mit zahlreichen Nebenarmen durch die Niederung fließenden Flusses bedroht. So wurde in der Zeit des Siebenjährigen Krieges aus dem Jahr 1763 berichtet, dass sich in Zeischa elf Hufner vergeblich bemühten, den Feldern Erträge abzuringen, weil das ständige Hochwasser der Schwarzen Elster die Frucht verderbe. Deshalb versuchte man seit dem 16. Jahrhundert seitens der sächsischen Regierung mit den unterschiedlichsten Maßnahmen, dieser Naturgewalten Herr zu werden und die Auswirkungen einzudämmen. Nachdem die preußische Provinzialregierung schon seit 1817 Pläne für eine Regulierung entwickelt hatte, begann schließlich im Jahr 1852 das groß angelegte Elsterregulierungswerk ab Zeischa in Richtung Würdenhain. Bis zum Jahre 1863 erhielt der Fluss unter Einsatz von zeitweise bis zu 1200 Arbeitern auf einer Länge von etwa neunzig Kilometern sein heutiges Bett und wurde eingedeicht. Er wurde damit zu einem der am meisten eingeengten Flüsse Mitteleuropas.
Mit der Regulierung der Schwarzen Elster wurden die meisten Fließe zugeschüttet, und die dem Fluss nahe gelegenen Fluren konnten allmählich bewirtschaftet werden. Nachdem 1875 im benachbarten Haida die erste Forstbaumschule gegründet worden war, etablierte sich auch bald in Zeischa das Baumschulenwesen. Im Jahre 1883 begann der Zeischaer Baumschulenbesitzer Gottfried Reichenbach mit dem Anbau von Holzpflanzen. Ihm folgten 1888 die Brüder Eduard und August Andrack. Die Anbauflächen der Zeischaer Baumschulen ziehen sich bis in die Gegenwart nahe der Zeischaer Ortslage durch die Niederung. Zur selben Zeit gewann die nun beginnende Industrialisierung der Zeischaer Umgebung mehr und mehr Einfluss auf den Ort. Im Juni des Jahres 1874 wurde die Oberlausitzer Eisenbahn von Kohlfurt über Biehla bis Falkenberg/Elster (Bahnstrecke Węgliniec–Roßlau) übergeben. Auch Zeischa bekam hier eine eigene Station.
Gegen Ende des 19. Jahrhunderts entwickelte sich im Ort allmählich eine weitere ihn prägende Tradition. 1888 begann nordöstlich von Zeischa der Liebenwerdaer Kaufmann und Fabrikant Carl Weiland mit dem Kiesabbau, durch dessen Auswirkungen der heutige die Landschaft bestimmende Baggersee entstand. Weiland belieferte zunächst vor allem den Straßenbau, und auch der fortschreitende Eisenbahnbau brachte steigenden Absatz. Es entstand in der östlichen Flur ein eigenes Hartsteinwerk. Der Zeischaer Kies erwies sich auch ohne umfangreiche Aufbereitung als sehr guter Betonkies. Der Betrieb erhielt ein Anschlussgleis zur benachbarten Bahnstrecke, das auch Flächen in der Haidaer Flur nutzte und zeitweise von den dortigen Kieswerken ebenfalls bedient wurde. Um etwa 1900 teilte sich der Besitz in zwei Linien: zum einen Teil die sogenannte Liebenwerdaer Kieslinie mit der Kiesgrube in Zeischa und zum anderen die Linie des Rittergutes in Maasdorf mit Steinbrüchen in Schwarzkollm und Kamenz.
Der Besitz des Maasdorfer Rittergutes wurde schließlich 1945 im Zuge der Bodenreform aufgeteilt, und auch der Zeischaer Familienbesitz wurde Volkseigentum. Er konnte von den Erben erst mit der deutschen Wiedervereinigung zurückerworben werden.

### DDR
Nach Gründung der Deutschen Demokratischen Republik im Oktober 1949 erfolgte im darauffolgenden Jahr der Bau des heutigen Zeischaer Sportplatzes und 1955 errichtete man auf dem Friedhof eine Trauerhalle. Der nah gelegene Kiessee, der von der Bevölkerung schon lange zuvor als Badegewässer entdeckt worden war, weckte nun verstärkt das Interesse von Erholungssuchenden. 1964 wurde hier die erste Bungalowsiedlung gebaut und im Jahre 1970 schließlich das Waldbad eröffnet. Ein von 1956 bis 1957 entstandener Holzbrückenbau über die Schwarze Elster in Richtung des Nachbardorfes Zobersdorf wurde 1966/67 durch eine Betonbrücke ersetzt.
Weitere Verbesserungen der Zeischaer Infrastruktur waren die Errichtung einer Konsumverkaufsstelle in der Bahnhofstraße (1967/68), der Bau eines Feuerwehrhauses (1970), der Ausbau einer Scheune zur Mehrzweckhalle (1973) und eine Kegelbahn (1976/77). Außerdem entstand von 1983 bis 1985 als Initiativbau des Baumschulbetriebes in Zeischa eine Kinderkombination, die am 5. März 1986 eingeweiht wurde. Weiterhin entstanden in dieser Zeit am Waldbad ein Kinderferienlager sowie eine Außenstelle der Liebenwerdaer „Station junger Naturforscher“. Noch kurz vor der Wende errichtete man in den Jahren 1988 und 1989 in der Waldbadstraße ein Ärztehaus.

### Jüngere Vergangenheit

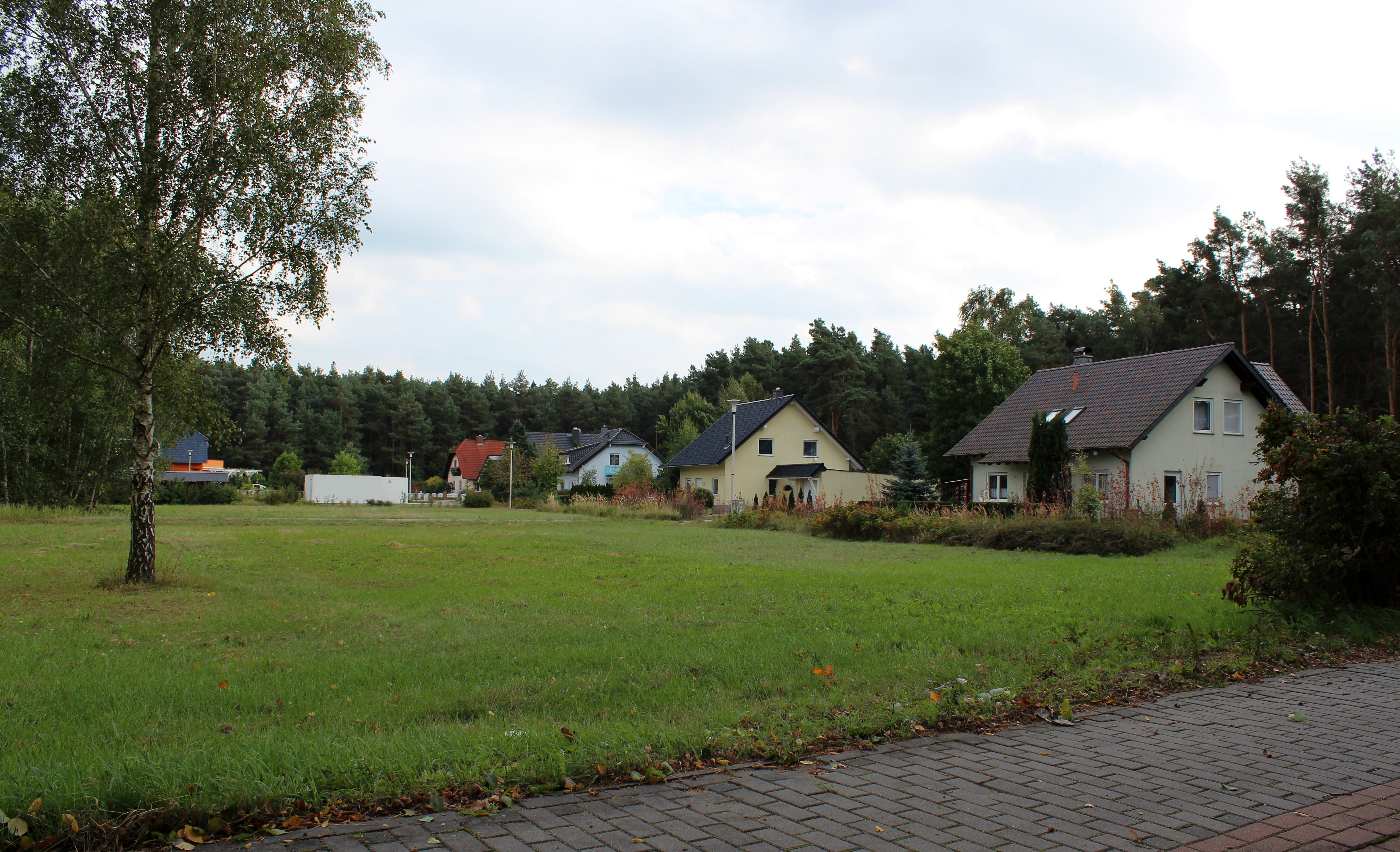
Siedlung „Am Holzplan“

Infolge der deutschen Wiedervereinigung gingen die Zeischaer Kieswerke zeitweise wieder in den Besitz der Familie Weiland über. Durch die mit der Wendezeit zunehmende Bautätigkeit in den neuen Bundesländern nahm auch der Bedarf an Baustoffen aus Zeischa zu. Die Kiesgrube, deren Ufer im Westen etwa bis zur Ortsverbindungsstraße Zeischa – Dobra reichte und wo man die Rohstoffe seit 1970 mittels Schwimmbagger gewann, vergrößerte sich rasch, so dass auch bald die Ortsverbindung nach Dobra durchbrochen wurde.
Kurze Zeit später entstand in den Jahren 1991 und 1992 im Ort die Trink- und Abwasserleitung, der die Neugestaltung des Zeischaer Dorfangers folgte. Außerdem entsteht seit 1995 im Südosten des Ortes an der Kreisstraße 6210 die Siedlung „Am Holzplan“.
Administrativ gehörte Zeischa bis zur Kreisgebietsreform in Brandenburg im Jahre 1993 zum Landkreis Bad Liebenwerda, der am 6. Dezember 1993 mit den Landkreisen Herzberg und Finsterwalde im Landkreis Elbe-Elster aufging. Am selben Tag wurde die Gemeinde zusammen mit den Orten Dobra, Kosilenzien, Kröbeln, Lausitz, Maasdorf, Möglenz, Neuburxdorf, Oschätzchen, Prieschka, Thalberg, Theisa und Zobersdorf in die Stadt Bad Liebenwerda eingemeindet.

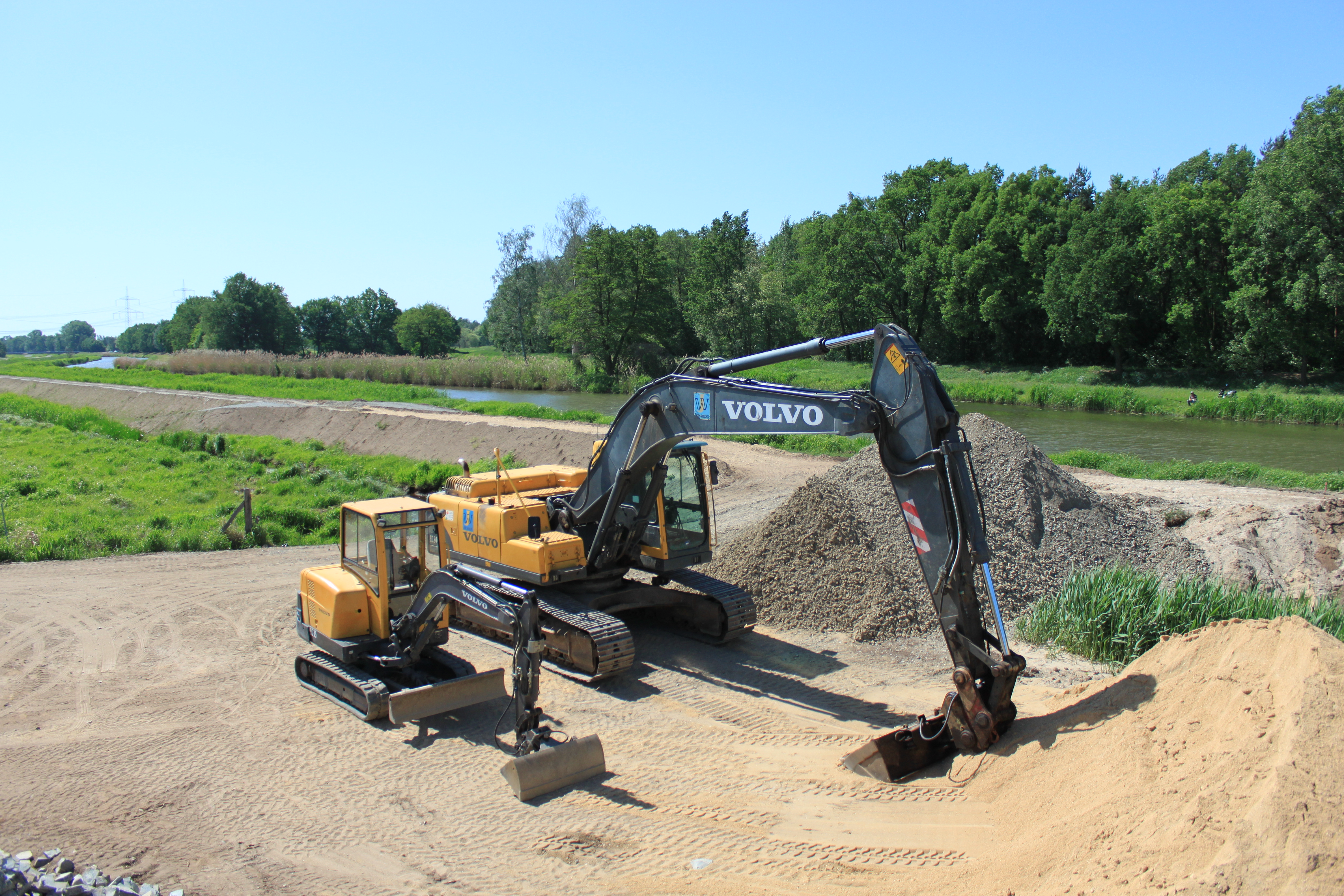
Deichbaustelle bei Zeischa im Frühsommer 2012

Als im Herbst 2010 eine sogenannte Vb-Wetterlage mit flächendeckenden Niederschlägen in der Region zu einem Jahrhunderthochwasser der Schwarzen Elster führte, kam es zwischen Zeischa und Liebenwerda zu einer besonders prekären Situation. Der Deich war aufgrund der Wassermassen so stark aufgeweicht, dass selbst die zu Hilfe eilenden Einsatzkräfte den Abschnitt nicht mehr betreten konnten und er zu brechen drohte. Nachdem bereits zuvor bei Zobersdorf der Deich der am gefährdeten Abschnitt mündenden Kleinen Röder zur Entlastung geschlitzt worden war, sah man sich nun gezwungen, in kürzester Zeit einen etwa einen Kilometer langen Ersatzdamm zu errichten, um das Wasser bei einem Deichbruch aufzuhalten.
Zeischa überstand das Hochwasser letztlich, ohne überflutet zu werden, und der gefährdete Deichabschnitt, nachweislich einer der ältesten Abschnitte am ganzen Fluss, wurde schließlich in den Jahren 2011 und 2012 auf einer Länge von 1,5 Kilometern komplett erneuert.

### Bevölkerungsentwicklung
Zur Zeit der Koalitionskriege um das Jahr 1800 umfasste der Ort 16 Grundbesitzer, 22 Gebäude und sechs Häuserwohnungen. Im Jahre 1818 werden die überlieferten Zahlen genauer. Demnach lebten zu diesem Zeitpunkt 105 Einwohner in Zeischa. 1835 waren es dann 99 Einwohner und das Dorf bestand aus 20 Häusern.
Erst mit der beginnenden Industrialisierung der Region gegen Ende des 19. Jahrhunderts begannen die Einwohnerzahlen zu steigen. So hatte Zeischa um 1875 150 und im Jahr 1910 bereits 250 Einwohner. Nachdem die Einwohnerzahl bis zum Jahr 1946 auf 493 Einwohner stieg – auch durch den Zuzug von Vertriebenen aus den deutschen Ostgebieten nach dem Zweiten Weltkrieg –, fiel sie in den Folgejahren wieder ab. 1999 erreichte Zeischa mit 512 Einwohnern seinen bisherigen Höchststand. Im Jahr 2011 lebten in diesem Ortsteil 432 Einwohner.

## Politik
Seit der Eingemeindung des Dorfes nach Bad Liebenwerda 1993 ist Zeischa ein Ortsteil der Kurstadt. Vertreten wird Zeischa nach der Hauptsatzung der Stadt durch den Ortsvorsteher und einen Ortsbeirat.
Ortsvorsteher ist gegenwärtig Helmut Andrack, der Ortsbeirat besteht aus Bernd Richter und Steffi Schuster.

## Kultur und Sehenswürdigkeiten

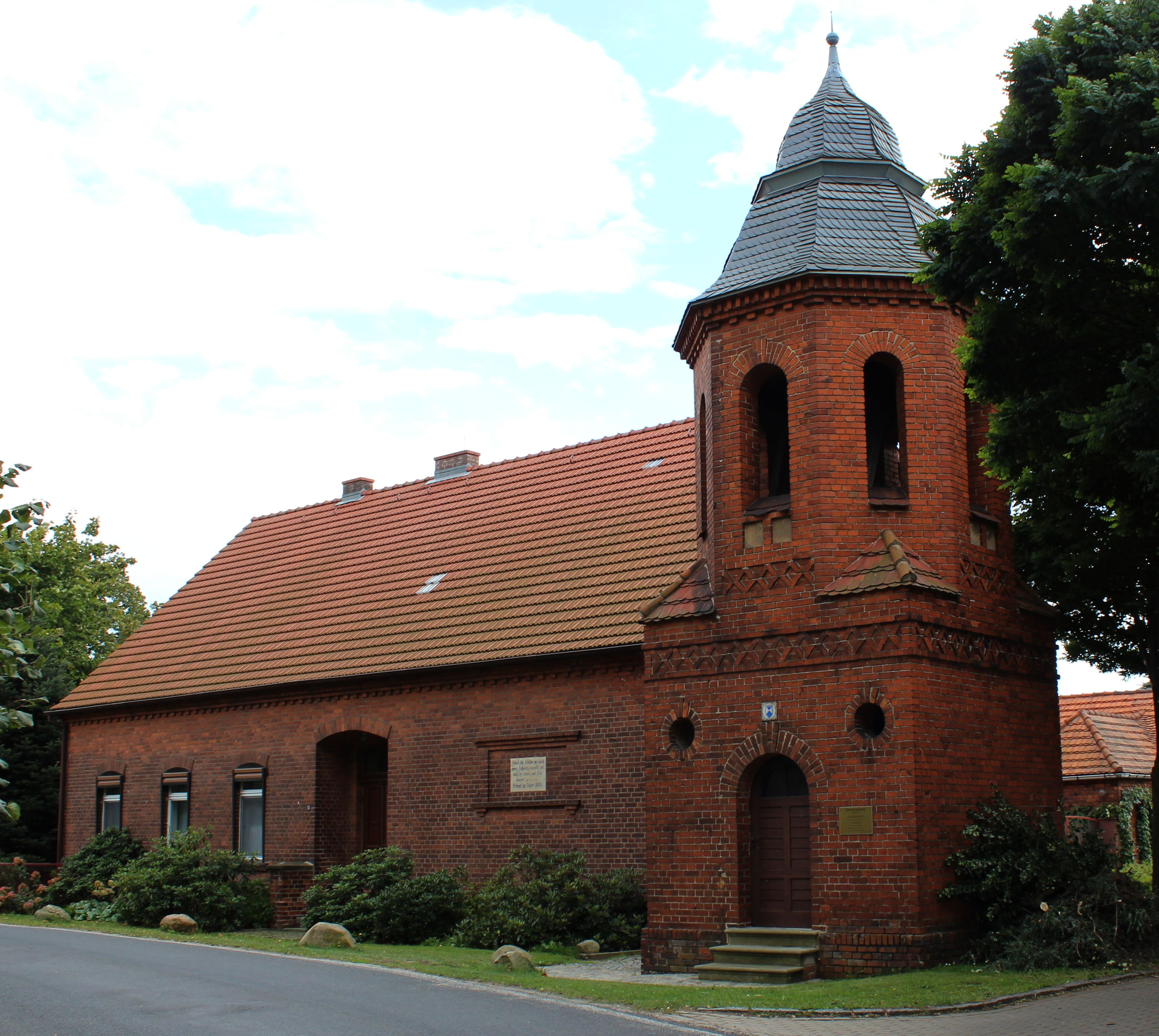
Alte Schule mit Glockenturm

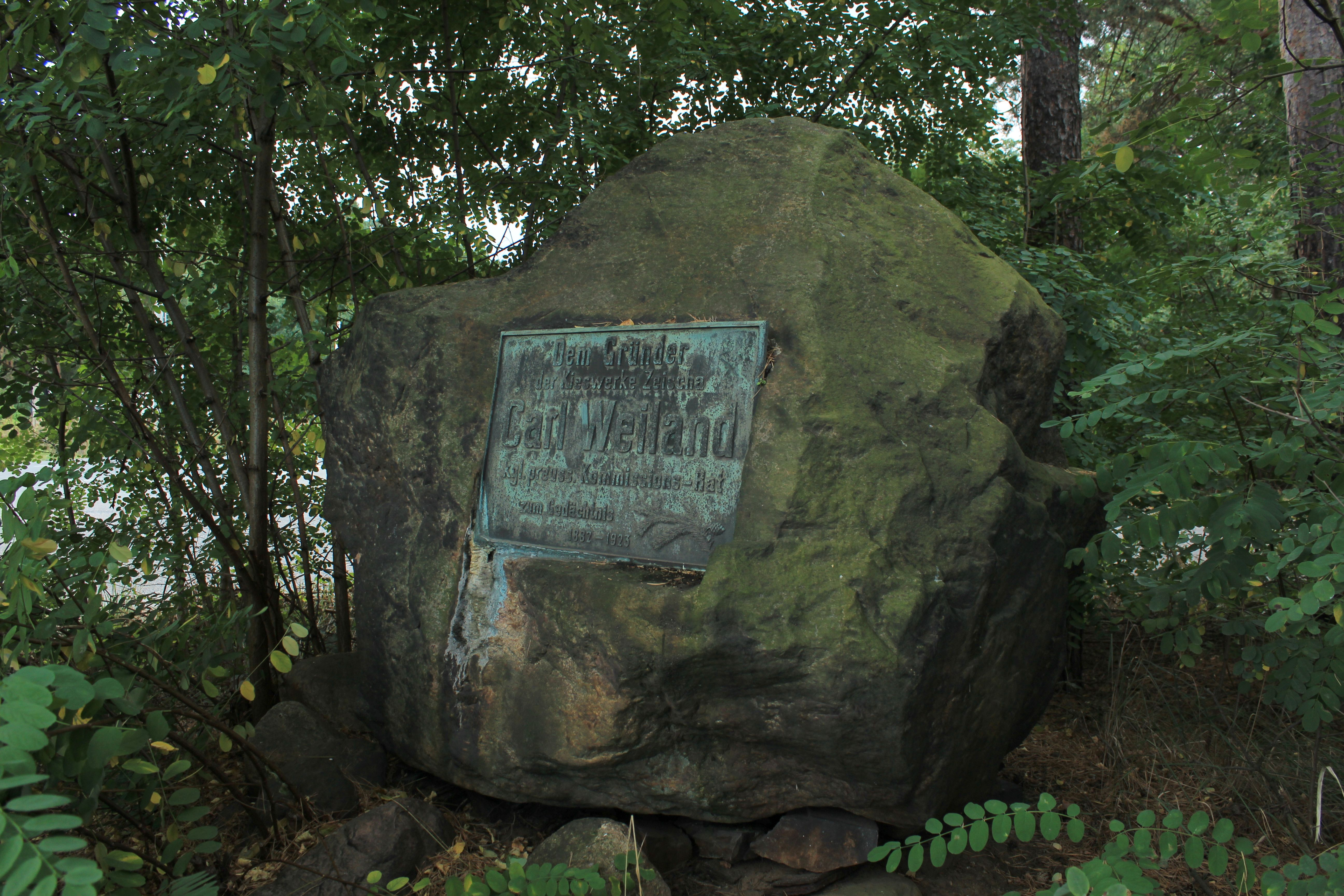
Weiland-Gedenkstein

### Bauwerke und Denkmäler
Die markantesten Bauwerke in Zeischa sind die ehemalige Dorfschule und ein dazugehöriger Glockenturm aus rotem Backstein am westlichen Ende des historischen Dorfangers. Sie befinden sich in der Denkmalliste des Landes Brandenburg. Die Schule folgte einem aus dem Jahre 1829 stammenden Schulgebäude. Da die Gemeinde einer von der königlichen Regierung geforderten Aufstockung des jährlichen Lehrergehaltes von 84 Talern und 20 Groschen auf 120 Talern nicht nachkommen konnte, wurde sie ab 1851 zunächst vom benachbarten Zobersdorf aus einige Jahre mitverwaltet und schließlich 1861 ganz geschlossen. Die Kinder des Dorfes besuchten deshalb seither die Schule in Zobersdorf. Dabei mussten sie die beide Orte voneinander trennende Schwarze Elster überqueren, was bei auftretendem Hochwasser zu erheblichen Schwierigkeiten und Gefahren führte. Die Zobersdorfer Schule gelangte schließlich wegen steigender Schülerzahlen in beiden Ortschaften an die Grenze ihrer Kapazität. Bereits aufgenommene Verhandlungen über den Bau einer neuen Schule in Zeischa wurden aber mangels finanzieller Mittel im Jahre 1897 wieder abgebrochen. Drei Jahre später wurden sie allerdings wieder aufgenommen, nachdem am 6. Dezember 1900 die sechsjährige Tochter des Baumschulenbesitzers Reichenbach auf dem Schulweg nach einem Sturz ins Wasser im Fluss ertrunken war. Der Zeischaer Unternehmer Carl Weiland sicherte finanzielle Unterstützung für den Bau zu, indem er die veranschlagte Bausumme der Gemeinde lieh, 2000 Mark zum Bau beisteuerte und sich außerdem zur Zahlung von jährlich 10 Mark Schulgeld für die Kinder seiner Angestellten verpflichtete. Mit dem In-Aussicht-Stellen von 9550 Mark Baubeihilfe durch die königliche Regierung konnte die Schule schließlich errichtet werden. Sie wurde kurz nach dem Bezug durch den neuen Dorflehrer am 27. November 1904 eingeweiht. Fast drei Jahre später folgte am 14. Juli 1907 die Weihung einer ebenfalls von Weiland gespendeten Glocke. Ihm wurde nach seinem Tod nahe dem Bahnübergang an der Landesstraße 593 ein bis in die Gegenwart erhalten gebliebener Gedenkstein errichtet.
Auf dem Friedhof von Zeischa befindet sich das unter Denkmalschutz stehende Grab des im Dreißigjährigen Krieg von schwedischen Truppen bei Zeischa zu Tode geschleiften Liebenwerdaer Bürgermeisters Elias Borßdorff. Der das Grab abdeckende, mit einer Inschrift versehene Gedenkstein stammt aus dem Jahre 1878. Ursprünglich bedeckte dieses Grab ein „einfacher Leichenstein“, der 1834 auf Initiative einiger Liebenwerdaer Bürger gehoben, erneuert und mit einer Inschrift versehen wurde. Zwei Jahre später gab ein Lehrer der Liebenwerdaer Töchterschule, K.G. Kretzschmar, die Denkschrift „Denkworte zur Erinnerung des Borsdorffschen Denksteins“ heraus. Als die Verwitterung die Inschrift des Steins im Laufe der Jahrzehnte nahezu unleserlich gemacht hatte, wurde im Jahre 1878 das Grab unter Mitwirkung des Maurermeisters Jost, des Bildhauers Lauschke und des Schlossermeisters Franke erneuert und von einem kleinen eisernen Gitter umgeben.
Außerdem wird auf dem Friedhof mit einem Denkmal der gefallenen Einwohner des Ersten Weltkriegs gedacht. Am Eingang der Trauerhalle befinden sich ferner zwei Plaketten mit den Namen der Gefallenen des Zweiten Weltkriegs.

### Touristische Anbindung

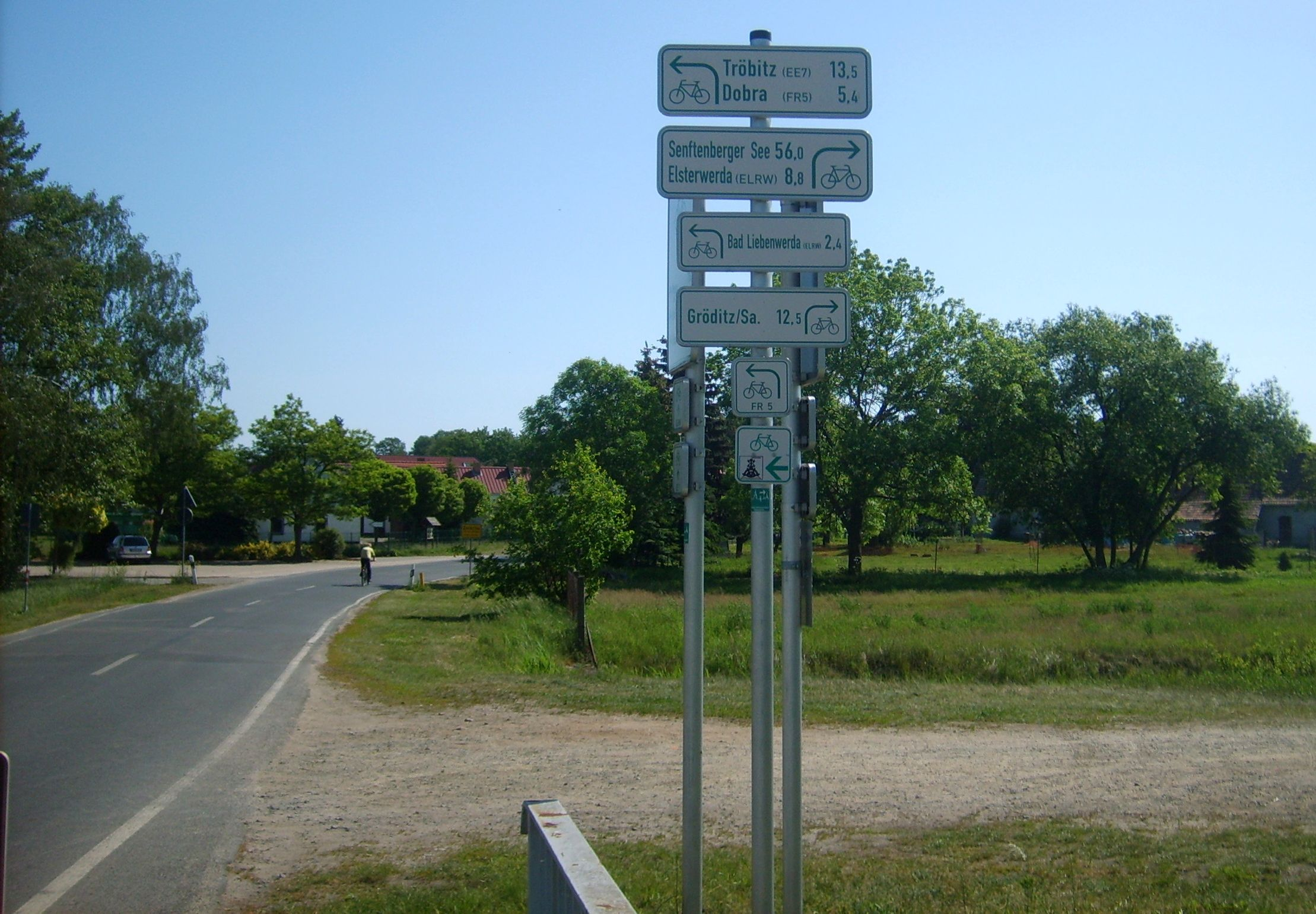
Wegweiser an der Schwarzen Elster

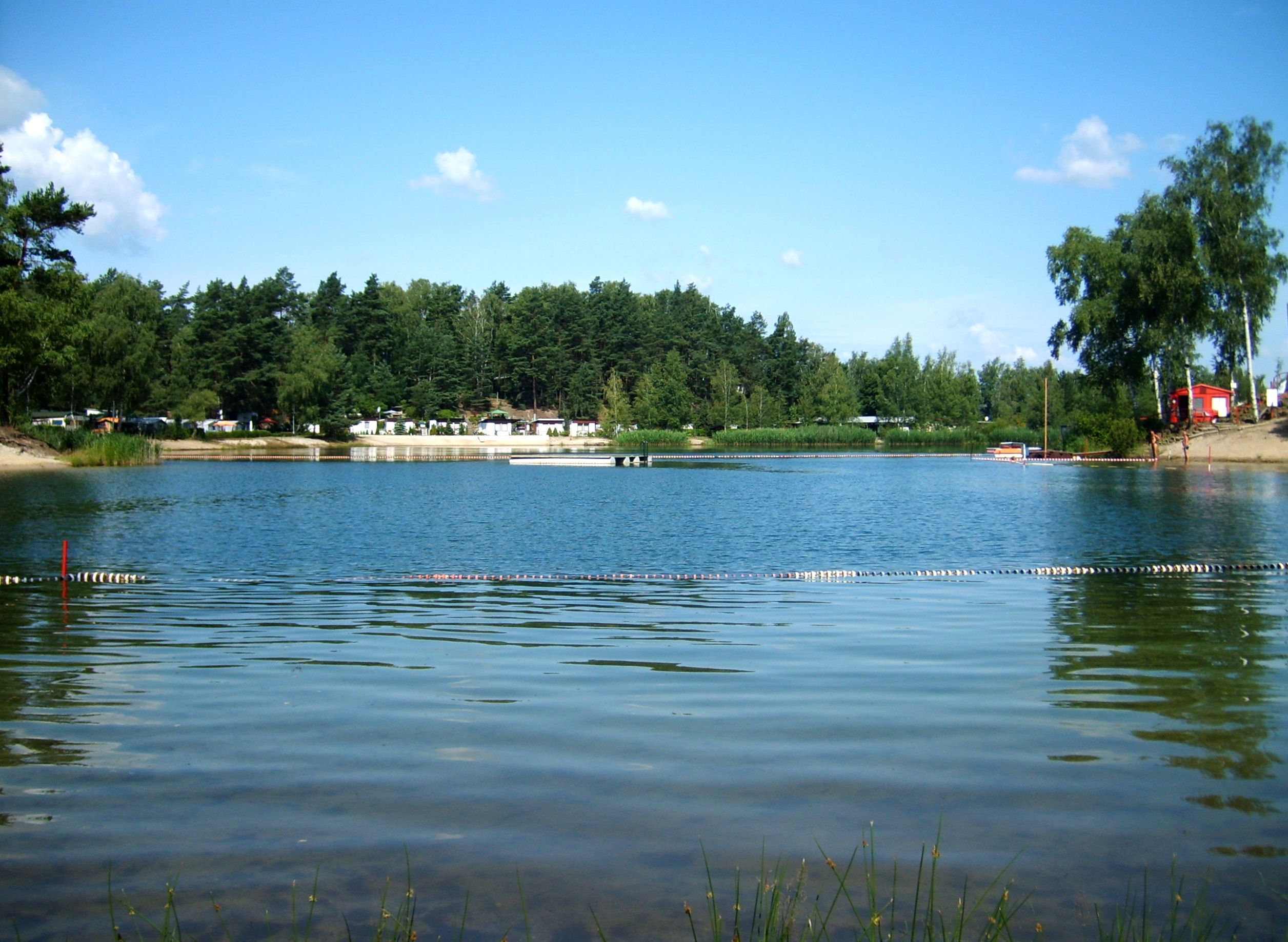
Waldbad Zeischa

Mehrere befestigte Radwege entlang der Schwarzen Elster verbinden Zeischa mit Bad Liebenwerda, dem umliegenden Elbe-Elster-Gebiet, der nördlich angrenzenden Liebenwerdaer Heide und weiteren Sehenswürdigkeiten des Umlandes. Mit der Tour Brandenburg führt unter anderem der mit 1111 Kilometern längste Radfernweg Deutschlands am Dorf vorbei. Weitere Radrouten sind der Fürst-Pückler-Radweg, der unter dem Motto „500 Kilometer durch die Zeit“ in die Projektliste der Internationalen Bauausstellung Fürst-Pückler-Land aufgenommen wurde, und der 108 Kilometer lange Schwarze-Elster-Radweg.
Die nächsten Bootsanlegestellen für den in jüngerer Zeit auf der Schwarzen Elster aufgekommenen Gewässertourismus befinden sich in Höhe des Zeischaer Ortskerns sowie etwa zwei Kilometer flussaufwärts am Flusskilometer 64,5 im Bereich der Elsterbrücke an der Landesstraße 593. In Bad Liebenwerda gibt es außerdem Ausleihstationen für Kanus und Schlauchboote.
In Zeischa selbst gibt es mehrere Übernachtungsmöglichkeiten. Neben der Gaststätte „Zum Elstertal“ im Ortszentrum bieten mehrere privatbetriebene Pensionen Unterkunft. Ein weiterer Betrieb des Gastgewerbes ist das „Waldcafe“ am Sportplatz.
Nördlich des Ortes befindet sich außerdem das Naherholungsgebiet „Waldbad Zeischa“, wo mit der Gaststätte „Am Waldbad“ ein weiterer gastronomischer Betrieb ansässig ist. Neben dem etwa drei Hektar umfassenden Waldbad ist ein inzwischen sieben Hektar großer Campingplatz mit 137 Stellplätzen und Mietbungalows entstanden. Das Areal gehörte ursprünglich zur Zeischaer Kiesgrube, wo gegenwärtig noch Kies gewonnen wird und die eine Wasserfläche von etwa achtzig Hektar hat. Für das Gebiet, das noch unter Bergbaurecht steht und das im Kurortentwicklungsplan von Bad Liebenwerda als künftiges Erholungs- und Wassersportzentrum angedacht ist, wird im Auftrag der Stadtverwaltung zurzeit ein Konzept für die touristische und naturschonende Nachnutzung erarbeitet.

### Regelmäßige Veranstaltungen
Jährlicher Höhepunkt im Ort ist am zweiten Wochenende im August eines jeden Jahres das Waldbadfest.
Weitere regelmäßige Veranstaltungen im Ort sind das alljährliche Osterfeuer auf dem Gelände der Freiwilligen Feuerwehr, das Dorf- und Kinderfest im Juni, die Zeischaer Kneipennacht, die im Jahr 2012 bereits zum zehnten Mal stattfand, sowie der Martinsumzug am 11. November und die weihnachtliche Blasmusik auf dem Dorfanger an Heiligabend.

### Vereine

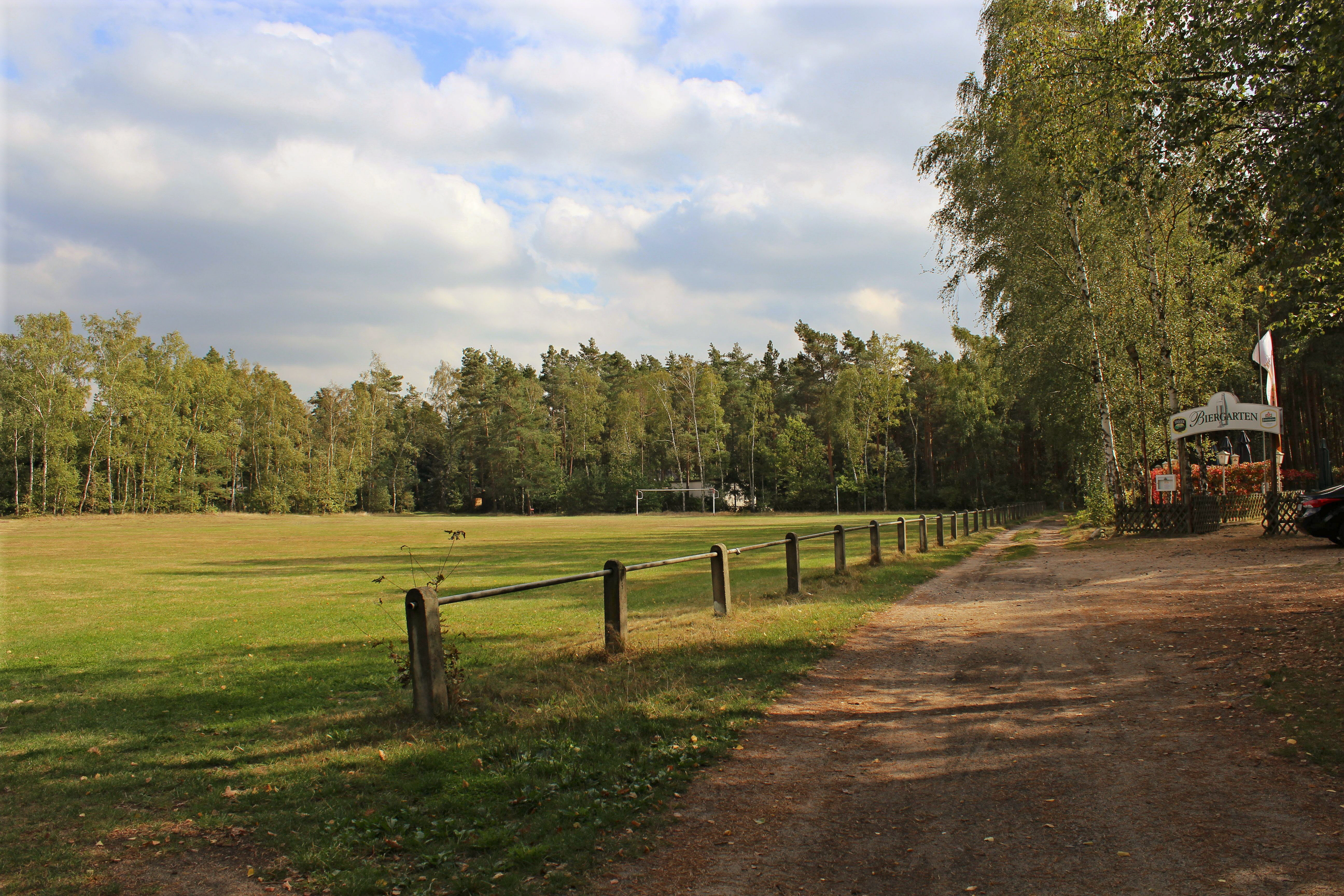
Sportplatz

Eng verbunden ist der Ort mit der seit den 1960er Jahren bestehenden und in der Region durch ihre Auftritte bei Volksfesten sowie anderen Veranstaltungen bekannten Musikformation „Elstertaler Blasmusikanten“. Nach der Wende schloss sich diese Gruppe schließlich mit weiteren Zeischaer Musikern zum „Musikverein Zeischa 1993 e. V.“ zusammen, der seitdem einer der aktivsten Vereine im Ort ist und von 1994 bis 2009 alljährlich den inzwischen aus wirtschaftlichen Gründen eingestellten „Zeischaer Musikantenstad’l“ organisierte.
Weitere aktive Vereine im Ort sind unter anderem die seit 1875 bestehende Freiwillige Feuerwehr, der Zeischaer Heimatverein, der Jugendclub, der Sportverein sowie der Deutsche Amateur-Radio-Club, dessen Ortsverband „Elbe-Elster“ sich regelmäßig im Zeischaer Gasthof „Zum Elstertal“ trifft. Die Funkamateure organisierten im Dorf bereits vor der Wiedervereinigung mehrfach Ausbildungslager und in der Gegenwart Fielddays, sogenannte Fuchsjagden sowie andere Veranstaltungen.

## Wirtschaft und Infrastruktur

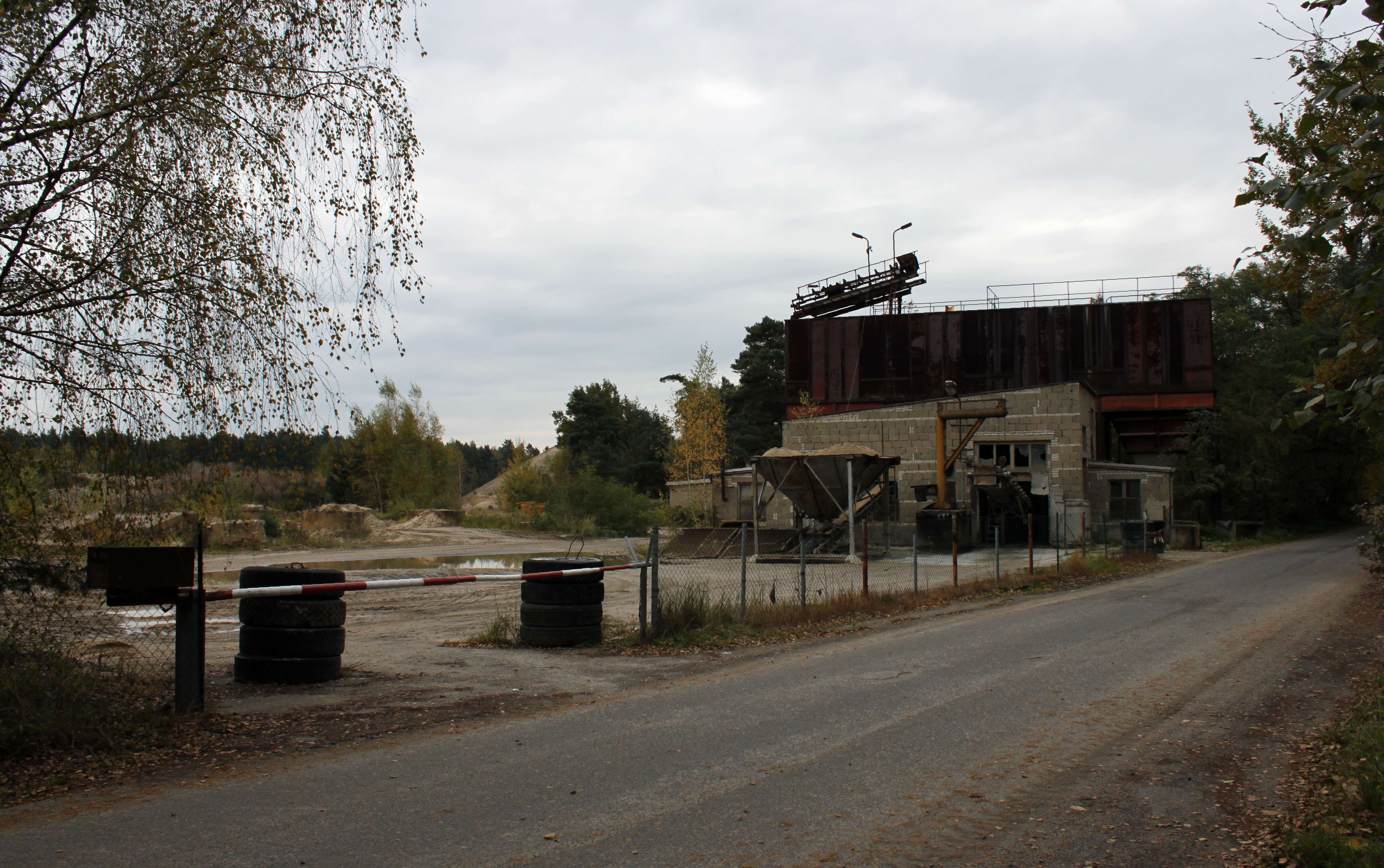
Kieswerk

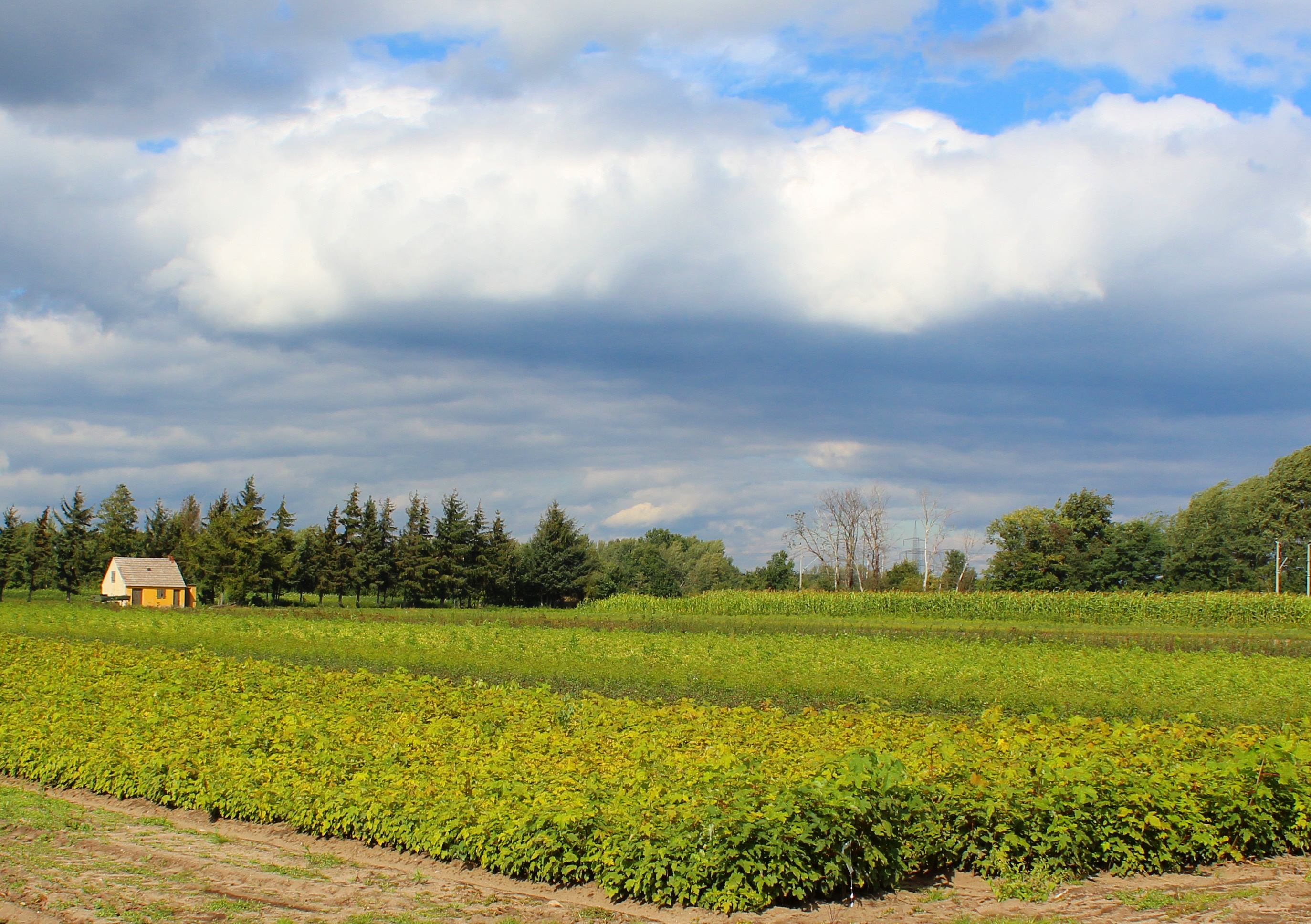
Baumschulenfeld in Zeischa

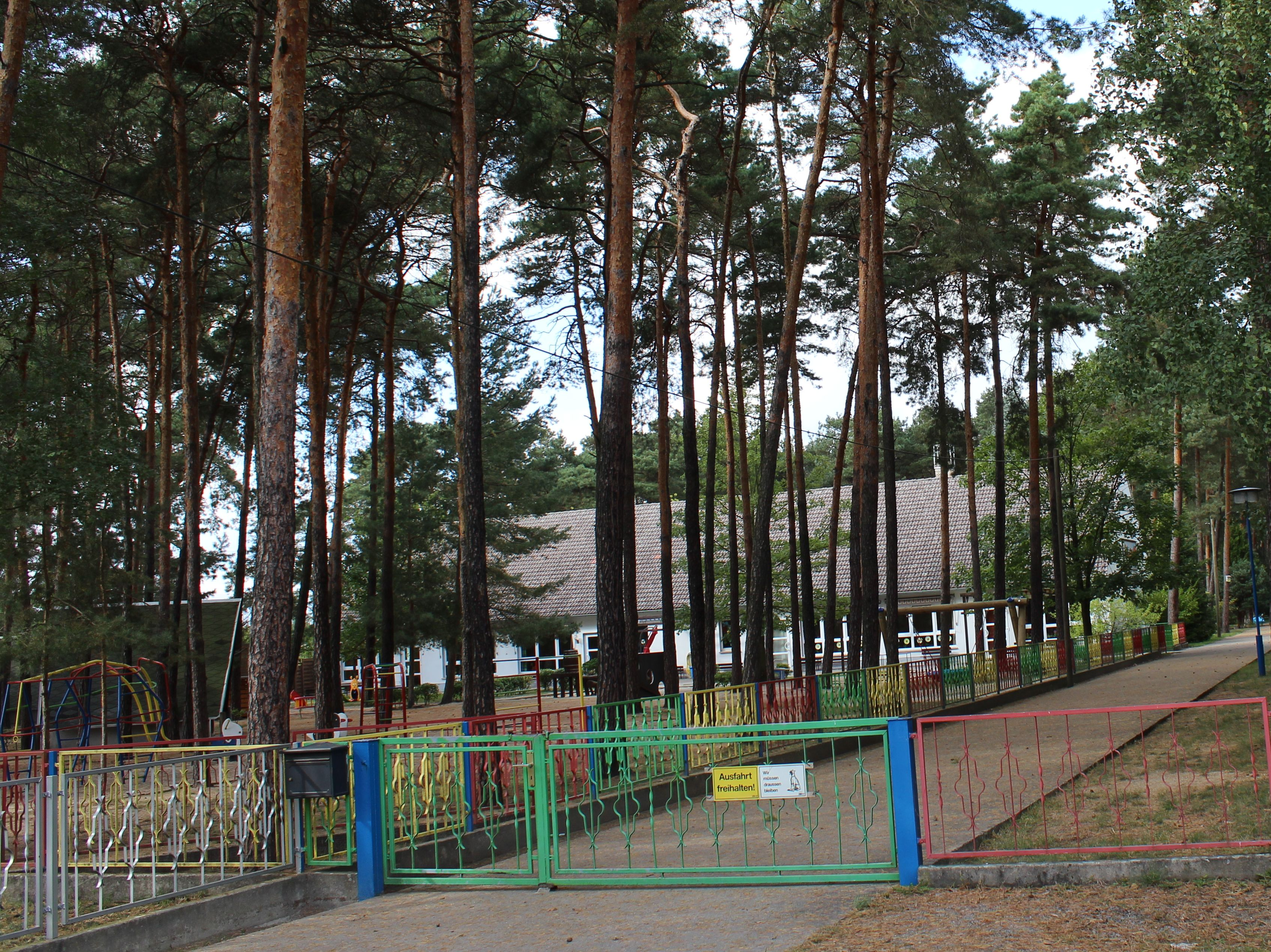
Kindertagesstätte „Pfiffikus“

### Wirtschaft und Verkehr
Zeischa liegt südlich der Bundesstraße 101 an der Bahnstrecke Węgliniec–Roßlau. Durch den Ort führt die Kreisstraße 6210, wodurch er an die Städte Bad Liebenwerda und Elsterwerda angebunden ist. Mit der Kreisstraße 6212 gibt es eine nach Süden führende Verbindung zur Landesstraße 59 (Bad Liebenwerda – Ortrand) und an der östlichen Ortsgrenze tangiert die L 593 (Oschätzchen – B 101).
Geprägt wird der Ort seit Ende des 19. Jahrhunderts vor allem durch die hier einst zahlreich ansässigen Baumschulbetriebe sowie den Kiesabbau im Norden des Ortsteils.
Derzeit sind hier einige mittelständische Unternehmen der Landwirtschaft, aus dem Handwerk sowie des Dienstleistungsgewerbes ansässig. Während der Zeischaer Kiesabbau allmählich endet und der dadurch entstandene Baggerteich künftig nur noch touristisch genutzt werden soll, wird die Zeischaer Flur weiterhin durch die Anbauflächen der Baumschulen geprägt. Ansässig ist hier unter anderem die Forstbaumschule Fürst Pückler GmbH, die 1991 aus der 1959 gegründeten Gärtnerischen Produktionsgenossenschaft „3. Forstkonferenz“ Zeischa hervorging. Ein weiteres örtliches Unternehmen der Branche ist die Baumschule Graeff. Aus ihrer Rosenzucht ging unter anderem im Jahre 2007 die „Joe-Polowsky-Friedensrose“ zu Ehren des amerikanischen Friedensaktivisten hervor. Außerdem befindet sich auf dem Gelände der einstigen GPG ein Bau- und Gartencenter.

### Bildung
Die Zeischaer Kindertagesstätte „Pfiffikus“ in der Bahnhofstraße, die aus der einstigen Kinderkombination hervorging, befindet sich in der Trägerschaft der Stadt Bad Liebenwerda und bietet gegenwärtig 70 Betreuungsplätze an. Sie arbeitet seit dem Jahr 2004 nach dem Kneipp-Konzept und wurde deshalb mehrmals als einer von bundesweit etwa dreihundert Kindergärten vom Kneipp-Bund, dem Dachverband von etwa 600 Kneipp-Vereinen, zertifiziert und mit dem „Gütesiegel Kneipp“ ausgezeichnet.
Eingeschult werden die Kinder des Ortsteils gegenwärtig im Grundschulzentrum Robert Reiss in Bad Liebenwerda. Die Einrichtung besitzt den Status einer Ganztagsschule. Sie entstand im August 2006 durch den Zusammenschluss der Grundschulen in Bad Liebenwerda, Neuburxdorf und Zobersdorf, wo bis zu diesem Zeitpunkt auch die Zeischaer Kinder eingeschult wurden.
Des Weiteren gibt es in Bad Liebenwerda eine Oberschule. Die Kreisvolkshochschule „Elbe-Elster“ bietet in der Stadt Kurse und andere Weiterbildungsmöglichkeiten an. Die Kreismusikschule Gebrüder Graun hat in der Stadt eine Außenstelle. Außerdem gibt es dort eine Stadtbibliothek, die neben den üblichen Ausleihmöglichkeiten von gegenwärtig etwa 21.000 Medien Bibliotheksführungen, literarische Veranstaltungen und Schriftstellerlesungen anbietet.

### Medien
Monatlich erscheint in Zeischa als Amtsblatt der Stadt Bad Liebenwerda „Der Stadtschreiber“. Der Kreisanzeiger des Landkreises Elbe-Elster erscheint nach Bedarf. Die regionale Tageszeitung im Elbe-Elster-Kreis ist die Lausitzer Rundschau mit einer Auflage von etwa 88.000. Die kostenlosen Anzeigenblätter Wochenkurier und SonntagsWochenBlatt erscheinen wöchentlich.

## Dokumentationen (Film)
- Verein für Stadtmarketing und Wirtschaft Bad Liebenwerda e. V. (Hrsg.): Das Weiße Gold von Zeischa. Produktion: Elbe-Elster-Fernsehen, Sprecher Klaus Feldmann, 2011